# Caryanda virida
Caryanda virida är en insektsart som beskrevs av Ma, E.-b., Y. Guo och Z. Zheng 2000. Caryanda virida ingår i släktet Caryanda och familjen gräshoppor. Inga underarter finns listade i Catalogue of Life.